# Ola Eliasson
Ola Mattias Eliasson, född 14 november 1969 i Högsbo församling, Göteborgs och Bohus län är en svensk operasångare (baryton).
Eliasson, som är uppvuxen i Skellefteå, studerade till musiklärare vid Kungliga Musikhögskolan och därefter på Operahögskolan i Stockholm, innan han debuterade 1996 på Folkoperan som Masetto i Don Giovanni. Han engagerades 1997 vid Kungliga Operan i Stockholm.

## Roller i urval
- Orestes i Elektra av Richard Strauss
- Dracula i Dracula av Victoria Borisova-Ollas
- Gunther i Ragnarök av Richard Wagner
- Nixon i Nixon in China av John Adams
- Don Giovanni i Don Giovanni av Mozart
- Amfortas i Parsifal av Richard Wagner
- Andre gesällen i Wozzeck av Alban Berg
- Sam i Trouble in Tahiti av Leonard Bernstein
- Dancaïre i Carmen av Bizet
- Moralés i Carmen av Bizet
- Doktor Malatesta i Don Pasquale av Donizetti
- Carlo Gerárd i Andrea Chénier av Giordano
- Silvio i Pajazzo av Leoncavallo
- Papageno i Trollflöjten av Mozart
- Greven i Figaros bröllop av Mozart
- Guglielmo i Così fan tutte av Mozart
- Bobinet i Pariserliv av Offenbach
- Angelotti i Tosca av Puccini
- Marcel i La Bohème av Puccini
- Schaunard i La Bohème av Puccini
- Sonora i Flickan från Vilda Västern av Puccini
- Figaro i Barberaren i Sevilla av Rossini
- Soldat i Salome av Richard Strauss
- Herr von Faninal i Rosenkavaljeren av Richard Strauss
- Greven i Capriccio av Richard Strauss
- Olivier i Capriccio av Richard Strauss
- Loranga i Loranga, Masarin och Dartanjang av Carl Unander-Scharin
- Marullo i Rigoletto av Verdi
- Sweeney Todd i Sweeney Todd av Stephen Sondheim